# Multiple Threat Alert Center
Le Multiple Threat Alert Center (soit littéralement le « centre d'alerte des menaces multiples »), souvent abrégé en MTAC, est un fusion center (c'est-à-dire un centre de partage d'informations) du Département de la Marine des États-Unis fournissant des indications et des avertissements quant à une large palette de menaces portant sur le personnel et les militaires de l’US Navy et de l’US Marine Corps.
Depuis le 15 septembre 2011, le MTAC se trouve dans les nouveaux quartiers généraux du NCIS, situés dans la base des Marines à Quantico, dans le Russel Knox Building, au 27130 Telegraph Road en Virginie.

## Genèse
Le 23 octobre 1983, le premier des deux attentats-suicides de Beyrouth dirigé contre un bataillon des marines fait 241 morts dans les rangs américains. Deux mois plus tard, le NIS — le « prédécesseur » du NCIS — crée l'ATAC (l’Antiterrorist Alert Center, le « centre d'alerte antiterroriste ») pour faire face aux menaces terroristes, également poussé par d'autres évènements, dont les meurtres d'officiers de la Navy en Grèce par l'Organisation révolutionnaire du 17-Novembre et au Salvador par le FMLN.
L'ATAC est le premier centre de renseignement opérationnel 24 heures sur 24 de l’Intelligence Community des États-Unis. Il émet des indications et des avertissements sur l'activité terroriste à l'adresse de la Marine et des commandements des Marine Corps. Dès 1984, les agents spéciaux commencent l'entraînement au Federal Law Enforcement Training Center (FLETC) (« centre d'entraînement fédéral de maintien de la loi ») à Brunswick en Géorgie — l'établissement d'entraînement pour la plupart des autres agences d'investigation fédérales, à l'exception du FBI.
L'ATAC a été le fusion center du NIS puis du NCIS pendant presque vingt ans. Mais, à l'aube du XXIe siècle, le sentiment d'un terrorisme en changement se fait sentir. Cette appréciation des menaces en mutation culmine avec l'attentat à la bombe terroriste de l'USS Cole au Yémen et les attaques du 11 septembre 2001. Ceci conduit le NCIS à transformer le système ATAC en MTAC en 2002.

## Rôle actuel et fonctionnement
Le MTAC est exploité par le NCIS, qui utilise sa présence dans le monde entier ainsi que son organisme chargé de l'application de la loi, de contrespionnage, d'espionnage et de sécurité, pour identifier tous les indicateurs de menace. Des analystes, des agents spéciaux et du personnel militaire travaillent conjointement et 24 heures sur 24 pour émettre des hypothèses ou des avertissements sur les possibilités d’activités terroristes ou de renseignement étranger qui pourraient affecter les opérations navales.

## Médias
Le MTAC est devenu célèbre grâce à la série télévisée NCIS : Enquêtes spéciales où une version — certes divergente de la réalité — est souvent présentée. Dans la série, le MTAC se trouve dans les bâtiments du Washington Navy Yard où les personnages sont souvent appelés pour coordonner des enquêtes, suivre le déroulement d'une opération, etc.